# 婆罗囊螺
婆罗囊螺（学名：Semiretusa borneensis），舊屬凹塔螺科凹塔螺屬，今屬盒螺科半凹塔螺屬。其种加词“borneensis”意为“婆罗洲的”。

## 分佈
本物種分佈於毛里求斯岛、印度尼西亚以及中国大陆的浙江、海南、广东、香港等地，属于暖水性种类。其一般生活于潮间带中、低潮线以及红树林泥砂质底。